# Supernatural Superserious
Singles de R.E.M.
Number 9 Dream (reprise)
(2007) Hollow Man
(2008)
Pistes de Accelerate
Man-Sized Wreath Hollow Man

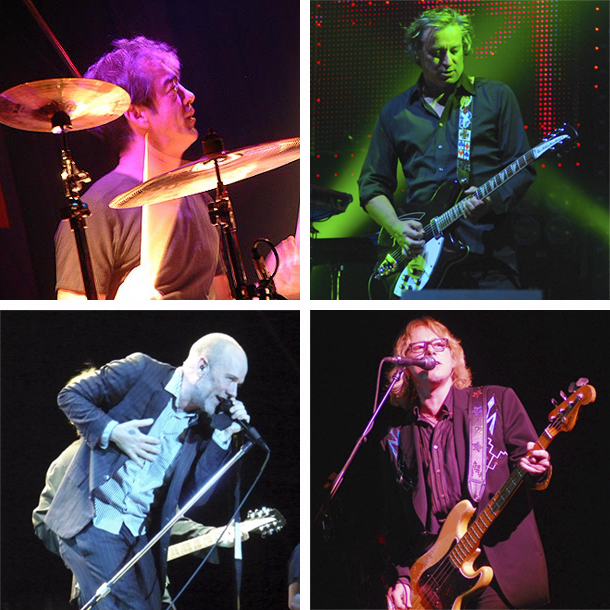
groupe de rock R.E.M. auteur du chanson Supernatural superserious.

Supernatural Superserious est une chanson du groupe de rock alternatif R.E.M., sortie en tant que premier single de leur quatorzième album studio Accelerate et la première chanson sortie en MP3 le 11 février 2008 et le 25 février 2008 en CD. Comme la plupart des chansons d'Accelerate, elle est apparue lors des répétitions du groupe à l'Olympia Theatre de Dublin entre le 30 juin et le 5 juillet 2007, dans une version provisoire sous le nom Disguised. La chanson apparaît d'ailleurs sur l'album de live Live at The Olympia sous cette forme. Son titre a été changé sous les conseils du leader de Coldplay Chris Martin.
La chanson a eu du succès avant même de sortir sur support physique en entrant directement à la 54e place dans les charts de téléchargement au UK Singles Chart bien qu'elle ne soit pas devenu un hit au Royaume-Uni. Supernatural Serious est devenue la première chanson depuis Imitation of Life en 2001 à entrer dans plus de deux charts du Billboard et à entrer dans les Modern Rock Tracks à la 36e place, atteignant même la 21e position. L'autre chart dans lequel elle s'est classée à la 85e position est le Billboard Hot 100.
La chanson a été utilisée par ESPN pour le jour d'ouverture de la Ligue majeure de baseball de 2008.
Un 33 tours spécial est sorti pour le Record Store Day le 19 avril 2008 aux États-Unis. Le single n'a été disponible que dans les magasins participants en même temps que des sorties spéciales de Björk et Death Cab for Cutie.

## Clip Vidéo
Le clip a été réalisé par Vincent Moon dans les environs de New York. Le 12 février 2008, le site web supernaturalsuperserious.com a été lancé, contenant dix prises du clips disponible au téléchargement en haute définition ainsi qu'une page YouTube destinée aux utilisateurs afin qu'ils y ajoutent leur propre version du clip.

## Liste des pistes
CD single #1 (UK, Germany) (W798CD), 7" Single (US)
1. Supernatural Superserious – 3:25
2. Airliner – 2:21

CD single #2 (UK) (W798CDX)
1. Supernatural Superserious – 3:25
2. Airliner – 2:21
3. Red Head Walking – 2:11

## Personnel[2]
- Supernatural Superserious écrite par Peter Buck, Mike Mills et Michael Stipe.
- Airliner écrite par Buck, Mills, Stipe et Scott McCaughey.
- Red Head Walking écrite par Calvin Johnson (reprise de Beat Happening de leur album Dreamy, 1991).

## Représentations et reprises
La chanson a été utilisée dans :
- Ce que pensent les hommes, un film de Ken Kwapis de 2009 ;

## Charts
| Chart (2008)                          | Peak position |
| ------------------------------------- | ------------- |
| Charts australiens                    | 51            |
| Charts autrichiens                    | 26            |
| Charts belges                         | 17            |
| Charts canadiens                      | 50            |
| Charts allemands                      | 26            |
| Charts irlandais                      | 41            |
| Charts norvégiens                     | 1             |
| Charts suédois                        | 17            |
| Charts suisses                        | 32            |
| Charts anglais                        | 54            |
| U.S. Billboard Hot 100,               | 85            |
| U.S. Billboard Pop 100                | 82            |
| U.S. Billboard Mainstream Rock Tracks | 36            |
| U.S. Billboard Modern Rock Tracks     | 21            |
| U.S. Billboard Triple A               | 1             |

## Sources
- (en) Cet article est partiellement ou en totalité issu de l’article de Wikipédia en anglais intitulé « Supernatural Superserious » (voir la liste des auteurs).